# Synallaxe des broméliades
Cranioleuca hellmayri
Espèce
Statut de conservation UICN

 LC  : Préoccupation mineure
Le Synallaxe des broméliades (Cranioleuca hellmayri) est une espèce de passereaux de la famille des Furnariidae.
Cet oiseau est endémique de la sierra Nevada de Santa Marta (Colombie).